# Mezinárodní judistická federace
Mezinárodní judistická federace (IJF, anglicky: Interntational Judo Federation) je hlavní řídící organizace v judu. Její sídlo se nachází ve švýcarském Lausanne a jejím prezidentem je od roku 2007 Marius Vizer. Mezi její hlavní náplně patří pořádání mistrovství světa, jehož první ročník se konal v roce 1956.

## Historie
Počátky Mezinárodní judistické federace se datují do konce 20. let 20. století. Za první milník se považuje rok 1932, kdy se sešli zástupci Velké Británie, Rakouska, Švýcarska, Maďarska a Německa ve Frankfurtu nad Mohanem a založili mezinárodní organizaci. Jedinou velkou akcí této organizace bylo Mistrovství Evropy v Drážďanech v roce 1934. Tato organizace se brzy rozpadla kvůli ekonomické krizi a vyhrocené politické situaci v Evropě.
Po druhé světové válce v roce 1948 díky iniciaci Spojeného království došlo k obnovení spolupráce pod názvem Evropská judistická unie. Založena byla v Londýně a dalšími členy se staly Itálie, Nizozemsko a Švýcarsko. Francie členství odmítla, protože měla odlišný pohled na profesionální a amatérský statut.
V roce 1949 se k těmto 4 zemím připojilo Dánsko a Belgie. Francie opět odmítla členství.
Francie se nakonec stala členem v roce 1950 a v tomto roce se k EJU připojilo i Západní Německo. Prezidentem byl již druhým rokem Ital Aldo Torti, který vedl i diplomatické styky se zeměmi mimo Evropu. Argentina se dokonce stala přidruženým členem EJU.
V roce 1951 na čtvrtém setkání členů EJU v Londýně 12. července se na návrh syna zakladatele Kodokanu Džigora Kana Risei Kana všech osm členů shodlo na rozpuštění EJU a založení Mezinárodní judistické federace (IJF). Kano mladší dále žádal, aby sídlo této nové organizace bylo v Tokiu. Tento požadavek však tehdejší prezident Torti a spol. zamítly z důvodu velké vzdálenosti Japonska od dalších členských států. Tehdejší letecká doprava nebyla na vysoké úrovni. Sídlem IJF se tak stal neutrální stát v Evropě Švýcarsko.
Hlavním cílem IJF bylo dostat judo na olympijské hry tak, jak si přál Džigoro Kano. Velkým problémem však byl rozdílný pohled na judo od západního světa a toho japonského (Kodokan). Západní pohled byl více sportovní (soutěživý – váhové kategorie), naproti tomu tradiční pohled Japonců z Kodokanu byl spíše duchovní (hierarchie – zápasit by měli soupeři s podobnými, zkouškou ověřenými znalostmi). Hledání zlaté cesty zabralo několik let a stále není u konce. Prvním krokem vpřed byl návrh nového prezidenta IJF v roce 1952 v Curychu. Navrženým kandidátem byl Japonec Risei Kano, který byl zároveň prezidentem Kodokanu. Proti byla Francie zastoupena panem Bonet-Maurym, která navrhovala, aby prezidenti byli dva. Vše se nakonec vyřešilo obnovou Evropské judistické unie (EJU) a na mistrovství Evropy v Paříži v prosinci 1952 byl pan Risei Kano oficiálně zvolen prezidentem IJF. Počet členů IJF se tak zaokrouhlil na 30.
Na každoročním zasedání Evropské judistické unie (EJU) 29. listopadu 1953 v Londýně se novým členem stalo Československo, které zastupoval Zděnek Písařík. O komplikovanosti přijetí nových členů svědčí opětovné zamítnutí Maďarska. V roce 1954 měla EJU 13 členů (Belgie, Spojené království, Francie, NSR, NDR, Dánsko, Španělsko, Itálie, Lucembursko, Nizozemsko, Rakousko, Švýcarsko a Československo).
K uspořádání mistrovství světa dlouho chyběly finance. V březnu roku 1955 Argentina udělala vše proto, aby mohla mistrovství světa pořádat. Dokonce členům jejich národního svazu se podařilo sehnat dostatečný obnos na pokrytí nákladů mistrovství, jenže projekt nedopadl kvůli neochotě ostatních států do Argentiny přijet. V roce 1956 již byly jednotlivé země ochotny na mistrovství světa přijet a to do Japonska začátkem května. Během mistrovství světa proběhl druhý kongres IJF (první při vzniku IJF). Tehdy mělo IJF 17 členů, Japonsko, Belgie, Dánsko, Francie, Itálie, Lucembursko, Nizozemsko, Rakousko, Spojené království , Španělsko, Švýcarsko, Západní Německo, Spojené státy, Kanada, Kuba, Argentina, Austrálie. Na čekatelské listině o plnoprávným přijetí byly dva evropské státy Československo a Německá demokratická republika a další, převážně asijské země Jižní Korea, Thajsko, Filipíny, Čínská republika, Indonésie, Kambodža a dále Brazílie, Kostarika, Salvador nebo Nový Zéland. Na čekatelce bylo i Sársko, autonomní republika, která se však stala v roce 1957 po referendu součástí Západního Německa. Všech těchto 13 zemí se stalo po kongresu plnoprávnými členy IJF včetně Sárska.
V roce 1960 na zasedání MOV v Římě se podařilo z ekonomického důvodu především, prosadit Judo na olympijské hry v Tokiu 1964. Zápasy juda slibovali velkou návštěvnost a medializaci. Přijetí juda do rodiny olympijských sportů přimělo další země rozjet judistický program. Judistických soutěží se tak začali účastnit například Sověti, kteří velkou měrou přispěli k nové orientaci juda. Od roku 1972 je judo stabilní součástí olympijských her. V roce 1992 přibyla kategorie žen.

### Shrnutí
- 1932 — vznik Evropské judistické unie (zanikla před 2. světovou válkou)
- 1948 — obnovení Evropské judistické unie (prezident Dr. Aldo Torti)
- 1951 — rozpuštění Evropské judistické unie a založení Mezinárodní judistické federace (IJF)
- 1952 — prezidentem se stává Risei Kano a dochází k opětovnému založení EJU
- 1953 — přijetí Československa do EJU (listopad)
- 1956 — první mistrovství světa, přijetí Československa do IJF (květen)
- 1960 — schválení juda do hlavního programu olympijských her v Tokiu 1964
- 1968 — vyřazení z olympijských her kvůli redukci sportů a sportovců
- 1972 — judo se stává olympijským sportem natrvalo
- 1992 — na olympijských hrách se poprvé objevily ženy

### Prezidenti IJF
| č. | Období      | Jméno                 | Země               |
| -- | ----------- | --------------------- | ------------------ |
| 1  | 1951 — 1952 | Aldo Torti            | Itálie             |
| 2  | 1952 — 1965 | Risei Kanō            | Japonsko           |
| 3  | 1965 — 1979 | Charles Palmer        | Spojené království |
| 4  | 1979 — 1987 | Shigeyoshi Matsumae   | Japonsko           |
| 5  | 1987 — 1989 | Sarkis Kaloghlian     | Argentina          |
| 6  | 1989 — 1991 | Lawrie Hargrave       | Nový Zéland        |
| 7  | 1991 — 1995 | Luis Báguena Salvador | Španělsko          |
| 8  | 1995 — 2007 | Yong Sung Park        | Jižní Korea        |
| 9  | 2007 —      | Marius Vizer          | Rumunsko           |

### Kontinentální unie
V roce 2007 mela IJF 191 národních svazů v 5 kontinentálních uniích:
| Název                              | Zkratka | Sídlo                   | Svazy | Web |
| ---------------------------------- | ------- | ----------------------- | ----- | --- |
| Africká judistická unie            | (AJU)   | Tunis Tunisko           | 44    |     |
| Panamerická judistická konfederace | (PJC)   | Ciudad de México Mexiko | 32    |     |
| Asijská judistická unie            | (JUA)   | Kuvajt                  | 38    |     |
| Evropská judistická unie           | (EJU)   | Budapešť Maďarsko       | 50    |     |
| Oceánská judistická unie           | (OJU)   | Auckland Nový Zéland    | 17    |     |

## Turnaje pořádané IJF
- Mistrovství světa v judu — od roku 1956
- Turnaj mistrů v judu — od roku 2010
- Série turnajů Grand Slam a Grand Prix — od roku 2009

## Pravidla
IJF je hlavním tvůrcem pravidel, jejichž neustálými změnami rok co rok znepříjemňuje život zápasníkům judo.
V současné době se IJF snaží vést judo populární cestou, srozumitelnou pro neznalého diváka. Reflektuje na jeho požadavky, jak by měl sport vypadat. Z bojového umění se tak během 50 let stal nový čistě zápasnický sport (na podobnou cestu se v posledních letech vydalo i Taekwondo (WTF). Začátkem nového tisíciletí byla tato cesta v jednotlivých turnajích velice markantní. Zápasníci judo se uchylovali maximálně k zvedačkám (pick-ups), útokům na nohu (leg-grabbing), strhům (sutemi-waza) a boji na zemi (ne-waza). Klasické tači-waza, které obnáší větší znalost juda a charakteristický nácvik (uči-komi) praktikovalo stále méně judoků. V roce 2009 se tak IJF usnesla zakázat leg-grabbing a pravidlo přišlo v platnost od roku 2010. Po velké vlně kritiky se zákaz zmírnil na přímý útok na nohu. Od roku 2011 je tak povoleno soupeře chytit za nohu v kombinaci nebo při provedení kontrachvatu. Každopádně techniky jako Kata-guruma, Kučiki-taoši, Morote-gari, Sukui-nage, ale i Te-guruma v zápasech prakticky vymizely.
Od roku 2013 již není v platnosti kontroverzní pravidlo jusei-gači, kdy o vítězi rozhodovali rozhodčí praporky. Hřebíkem do rakve mu byl zápas na olympijských hrách v Londýně mezi Japoncem Ebinumou a Jihokorejcem Čo.

### Judogi (kimono)
Rozměry judogi jsou přesně definované podle pravidel IJF. Při nedodržení rozměrů se judoka nepřipustí k zápasu a soupeř vyhrává na fusen-gači (výhra bez boje). V roce 1980 došlo na olympijských hrách v Moskvě ve finále střední váhy mezi Švýcarem Rethlisbergrem a Kubáncem Azkuyem k nedodržení tohoto pravidla. Švýcarovi však rozhodčí dovolili nastoupit v judogi, které nesplňovalo tehdejší kritéria snad kvůli vlastní chybě (přišli na to až na základě upozornění).
Judogi je hlavním prvkem juda. Je tím co odlišuje judo od zápasu nebo samba. V žádném jiném sportu neexistuje, aby hlavní aktér využíval soupeřova obleku ve svůj prospěch (pozn. Aikido není sport, ale bojové umění). Bez judogi by nebylo judo a používání soupeřova judogi je tak hlavní podmínkou ke klasickému judu (využití soupeřovy energie), ne však nutnou (zápasnické judo).
Zajímavým pravidlem o judogi je jeho čistota. Judogi nesmí silně zapáchat a být jinak zašpiněné.

## Krize
IJF si prošla řadou krizí. Snad nejznámější je celosvětová sportovní krize na přelomu 70. a 80. let, kdy řada státu bojkotovala olympijské hry a jiná mistrovství. V roce 1977 se mělo konat mistrovství světa v Barceloně. Španělé však dříve uznali nárok Číny na ostrov Tchaj-wan, jako většina zemí potom co Spojené státy přestaly nad Tchaj-wanem držet ochrannou ruku (začátek 70. let). Tchajwanci však byli řádnými členy IJF od vzniku této organizace. Startovali pod názvem Čínská republika. Španělská vláda odmítla Tchajwancům udělit víza a tehdejší prezident IJF Charles Palmer rozhodl o zrušení mistrovství světa 1977.

## IJF vs. Kodokan Judo
Obě organizace fungují vedle sebe a spolupracují spolu. Každá však vede judo jiným směrem. Dnes již značně odlišným. Kodokan se drží své tradice juda jako bojového umění (sebeobrany). IJF popularizuje judo ve světě a vede ho sportovním (hravým) směrem — Sport pro každého. Ona spolupráce funguje především ve fázích vývoje. IJF přivede k judu hravé, soutěživé lidi, z nichž se následně rekrutují zájemci, které Kodokan zasvětí více do hloubky.